# Boissevainia mossiae
Boissevainia mossiae is een Scaphopodasoort, de plaats in een familie is nog onzeker. De wetenschappelijke naam van de soort is voor het eerst geldig gepubliceerd in 2010 door V. Scarabino & F. Scarabino.